# Mirobisium patagonicum
Mirobisium patagonicum är en spindeldjursart som beskrevs av Beier 1964. Mirobisium patagonicum ingår i släktet Mirobisium och familjen Gymnobisiidae. Inga underarter finns listade i Catalogue of Life.